# 광양햇살학교
광양햇살학교(光陽햇살學校)는 전라남도 광양시에 있는 공립 특수학교이다.

## 학교 연혁
- 2021년 12월 23일 : 광양햇살학교 설립 인가
- 2022년 3월 1일 : 초등부 7학급, 중학부 4학급, 고등부 6학급, 전공과 3학급 인가[1]
- 2022년 3월 1일 : 제 1대 조남준 교장 부임
- 2022년 4월 1일 : 개교기념일